# Східний монетний кабінет (Єна)
50°55′39″ пн. ш. 11°35′26″ сх. д. / 50.92747116° пн. ш. 11.59067535° сх. д.
Східний монетний кабінет в Єні (нім. Orientalisches Münzkabinett Jena) — колекція східних монет Єнського університету, заснована 1840 року німецьким сходознавцем і нумізматом Йоганном Густавом Штикелем. Нумізматична колекція підпорядкована Інституту мов і культур Передньої Азії Єнського університету. Колекція налічує 21 000 об'єктів. Великий внесок до колекції зробив німецький археолог і меценат Генріх фон Зібольд.